# Blånackad juveltrast
Blånackad juveltrast (Hydrornis nipalensis) är en fågel i familjen juveltrastar inom ordningen tättingar.

## Utseende och läte
Blånackad juveltrast är en stor (25 cm) och knubbig juveltrast med gulbrun undersida. Hanen är gnistrande blå på hjässans bakre del och bak i nacken, medan honan har en mindre blågrön fläck. Lätet är en kraftfull dubbel vissling.

## Utbredning och systematik
Blånackad juveltrast delas in i två underarter:
- Hydrornis nipalensis nipalensis – förekommer i Himalaya (centrala Nepal, sydöstra Tibet, nordöstra Indien och Myanmar)
- Hydrornis nipalensis hendeei – förekommer från södra Kina (sydöstra Yunnan, sydvästra Guangxi) till norra Vietnam och norra Laos

## Status och hot
Arten har ett stort utbredningsområde och en stor population, men tros minska i antal till följd av habitatförstörelse, dock inte tillräckligt kraftigt för att den ska betraktas som hotad. Internationella naturvårdsunionen IUCN kategoriserar därför arten som livskraftig (LC).